# Risika
Risika (olaszul: Rèssica) falu Horvátországban Tengermellék-Hegyvidék megyében. Közigazgatásilag Vrbnikhez tartozik.

## Fekvése
Krk sziget keleti részén, községközpontjától 4 km-re északnyugatra, a sziget belsejében a tengerparttól 1 km-re fekszik. A település két részből Gornje Selo (vagy másként Stare Risike) és Dolnje Selo (vagy Sridnje Risike) részekből áll. A hozzá tartozó kisebb telepek Mavrov (vagy Mavra), Germovi (vagy Grmovini), Paprata, Glavica, Veršek és Čofrova (vagy Čofrov).

## Története
A régészeti leletek tanúsága szerint vidékén már a történelem előtti időben is éltek emberek. A terület első ismert lakói az illírek törzsei a japodok voltak, majd őket a liburnok népe követte. Garica és Risika területén a Kostrilj nevű helyen illír település állt. Az illírek mezőgazdasággal, állattartással, kézművességgel foglalkoztak. Életükről írott források mellett cseréptöredékek, eszközök, fegyverek és ékszerek beszélnek. A rómaiak az 1. században szállták meg a szigetet. A Sveti Marak öbölben még mindig megtalálhatók egy római erőd és egy ugyanilyen korú temető maradványai. A tenger vize alatt egy „villa rustica” maradványai látszanak. Ugyanerről a helyről előkerült egy „SIMIGI” feliratú, harcost ábrázoló, a népvándorlás korából származó pecsétnyomó, mely talán egy főrangú gót nemesé volt. A Gostinjac felé eső „Na mircih” határrészen szintén a római korra és a horvát betelepülés időszakára utaló maradványokat találtak. A horvátok a 6. század végén, a 7. század elején telepedtek itt le. A terület 1118-ban velencei uralom alá került, melynek nevében a dózse vazallusai a vegliai hercegek uralkodtak a szigeten. A falu közelében délnyugatra állt a család első krki székhelye a vrbiki Frangepán-vár, melyet ma Gradecnek neveznek. A vár tekintélyes romjai benne a Szentlélek templom maradványaival ma is állnak. Innen indult az a nemzetség, mely a Zrínyiek mellett évszázadokra az egyik leghatalmasabb horvát nemesi családdá küzdötte fel magát.
A települést Desa Banica 1284. augusztus 10-én kelt végrendeletében említik először, de valószínűleg sokkal régebben alapították. Nevét egy elmélet szerint egy növény nevéből kapta. A neves horvát nyelvész és író Petar Skok a horvát „vrijes” (latinul: Calluna vulgaris, magyarul: közönséges csarab) növény –ika képzős alakjából vezeti le egy „vrisika” alakon keresztül.
A vegliai hercegek uralma 1480-ig tartott, ekkor a köztársaság nyomására Frangepán Jánosnak át kellett adnia a szigetet Velencének. 1797-ben a napóleoni háborúk egyik következménye a Velencei Köztársaság megszűnése volt. Napóleon bukása után Krk szigete osztrák kézre került, majd 1918-ig az Osztrák-Magyar Monarchia része lett. A településnek 1857-ben 390, 1910-ben 752 lakosa volt. Az Osztrák–Magyar Monarchia bukását rövid olasz uralom követte, majd a település a Szerb–Horvát–Szlovén Királyság része lett. A második világháború idején előbb olasz, majd német csapatok szállták meg. A háborút követően újra Jugoszlávia, majd az önálló horvát állam része lett. 2011-ben 154 lakosa volt.

## Lakosság
| Lakosság változása | Lakosság változása | Lakosság változása | Lakosság változása | Lakosság változása | Lakosság változása | Lakosság változása | Lakosság változása | Lakosság változása | Lakosság változása | Lakosság változása | Lakosság változása | Lakosság változása | Lakosság változása | Lakosság változása | Lakosság változása |
| ------------------ | ------------------ | ------------------ | ------------------ | ------------------ | ------------------ | ------------------ | ------------------ | ------------------ | ------------------ | ------------------ | ------------------ | ------------------ | ------------------ | ------------------ | ------------------ |
| 1857               | 1869               | 1880               | 1890               | 1900               | 1910               | 1921               | 1931               | 1948               | 1953               | 1961               | 1971               | 1981               | 1991               | 2001               | 2011               |
| 390                | 429                | 509                | 619                | 729                | 752                | 737                | 655                | 591                | 564                | 457                | 366                | 261                | 202                | 146                | 154                |

## Nevezetességei
- Gradec várának romjai a Garici felé vezető régi út közelében állnak. A várat a Frangepánok építtették a 12. században és a család első székhelye volt. Később, különösen miután 1480-ban a család a sziget elhagyására kényszerült elveszítette jelentőségét. A vár alatt található a Rovoznik mező az itt nagy kincsnek számító tiszta vizű forrásaival. A sziget legnagyobb egybefüggő termőterülete.
- Szent Jeromos tiszteletére szentelt plébániatemploma a 19. század közepén épült. Egykor a felső falurészen (Gornje Selo) is állt egy Szent Jeromos templom, melyet 1603-ban említenek. Ennek a templomnak ma csak romjai láthatók. A népesség növekedésével a régi templom kicsinek bizonyult és a 19. század közepén az alsó falu (Donje Selo), a felső falu (Gornje Selo) és Mavar felé menő utak kereszteződésében új templomot építettek. A II. világháború előtt a plébánia híveinek létszáma már megközelítette az ezret, ezért a templomot lebontva a helyén felépült a harmadik ugyancsak Szent Jeromos titulusú templom. A templom háromhajós, hossza 22 méter, szélessége 12 méter. Három apszisa és három oltára van. A 20 méter magas harangtoronyban két harang található.
- A Szent Márk öbölben egy tengerbe nyúló szikla tetején állnak az először 1565-ben említett Szent Márk-kápolna romjai. Építésének ideje nem ismert, de nagyon régi lehet. A templom 1850-ben már romokban állt.
- A Risika - Dolinje Selo etnozóna[4] környezetével együtt fontos, kultúrtörténetileg legértékesebb része Risika falu területének. A települést a 13. században, vagy még korábban alapították. Elhelyezkedését és a nevének eredetét tekintve a legkorábbi, a horvátok krki érkezése után alapított települések egyikére utal. Az épületek kis alapterülete építésüket a 18. századra, vagy még korábbra keltezi. A település sajátossága a növényekkel borított gazdasági épületek nagy száma, amely a települést a krki kultúrtáj jellegzetes falujaként határozza meg.

## Fordítás
Ez a szócikk részben vagy egészben  a   Risika című horvát Wikipédia-szócikk fordításán alapul.  Az eredeti cikk szerkesztőit annak laptörténete sorolja fel. Ez a jelzés csupán a megfogalmazás eredetét és a szerzői jogokat jelzi, nem szolgál a cikkben szereplő információk forrásmegjelöléseként.